# Гауран
Гауран (англ. Gowran; ирл. Gabhrán) — деревня в Ирландии, находится в графстве Килкенни (провинция Ленстер). В центре деревни стоит монастырская церковь Святой Марии, которая содержит памятники XIV—XVII веков.
Местная железнодорожная станция была открыта 14 ноября 1850 года и закрыта 1 января 1963 года.

## Демография
Население — 487 человек (по переписи 2006 года). В 2002 году население составляло 454 человек.
Данные переписи 2006 года:
| Общие демографические показатели |               |                               |                               |      |      |
| Всё население                    | Всё население | Изменения населения 2002—2006 | Изменения населения 2002—2006 | 2006 | 2006 |
| 2002                             | 2006          | чел.                          | %                             | муж. | жен. |
| 454                              | 487           | 33                            | 7,3                           | 248  | 239  |